# علاقات السودان الخارجية

العلاقات الخارجية بالسودان

علاقات السودان الخارجية تتماشى بصورة عامة مع العالم العربي الإسلامي، ولكنها تستند أيضا إلى الروابط الاقتصادية للسودان مع جمهورية الصين الشعبية وأوروبا الغربية. وقد انضم السودان إلى جامعة الدول العربية في الاستقلال عام 1956 واستغلت المنظمة على مر السنين في كل فرصة ممكنة لدعم سياساتها. ففي أعقاب اندلاع الصراع في دارفور في عام 2003، وانتقاد شديد لسياسات السودان من جانب الدول الغربية، اعتمد السودان على الدعم القوي من جانب جامعة الدول العربية. وعارضت جامعة الدول العربية فرض عقوبات على السودان، وقدم عدد من الدول الأعضاء مساعدات إنسانية للاجئين الفارين من القتال. وبحلول نهاية عام 2004، انضمت جامعة الدول العربية إلى لجنة مراقبة وقف إطلاق النار في دارفور. وكان البشير رئيسا للجامعة العربية عام 2006. وانضم السودان إلى منظمة التعاون الإسلامي في عام 1969. وطلب الدعم من المنظمة للقيام بأنشطة مثل إعادة بناء جنوب السودان الذي دمرته الحرب. ومثلها كمثل جامعة الدول العربية، أيدت منظمة المؤتمر الإسلامي تصرفات الخرطوم في دارفور. كما أن السودان عضو في عدد من المنظمات الإقليمية العربية أو الإسلامية الأخرى، بما في ذلك المصرف العربي للتنمية الاقتصادية في أفريقيا، وصندوق النقد العربي، والبنك الإسلامي للتنمية.

## أفريقيا

### مصر
تمتعت مصر والسودان بعلاقات تاريخية حميمة وقديمة، بما أن كلاهما أوثق حلفاء الطرف الآخر في منطقة شمال أفريقيا. وتربط البلدين علاقات ثقافية مختلفة وطموحات سياسية. وفي أواخر السبعينات، أبدى السودان تضامناً كبيراً مع مصر في مبادرة كامب ديفيد للسلام مع إسرائيل. في عام 2008، دعا رئيس الوزراء المصري أحمد نظيف البلدين إلى التركيز على مشروعين محددين: مشروع الجزيرة الذي يهدف إلى زراعة مليوني فدان (8,000 كم²) من الأراضي في السودان ومشروع مشترك لتحسين الأمن الغذائي في الزراعة وإنتاج اللحوم.
السودان يؤكد مطالبته بمثلث حلايب، وهي منطقة قاحلة تبلغ مساحتها 20,580 كم² تحت إدارة سودانية جزئية تحددها الحدود الإدارية التي تحل محل الحدود المنصوص عليها في معاهدة الحدود لعام 1899.
سياسة مصر في السودان لصالح سودان موحد. ومصر لم تشارك مباشرة في عملية السلام السودانية الذي أستضيفت في كينيا تحت رعاية الهيئة الحكومية للتنمية التي اعطت شعوب جنوب السودان حق الانفصال وتشكيل دولة مستقلة في عام 2011 بعد الحرب الاهلية السودانية الطويلة والوحشية التي استمرت 22 عاما وأزهقت أرواح مليوني شخص.

## الشرق الأوسط

### إسرائيل
عندما بدأت الحرب العربية الاسرائيلية في يونيو 1967، أعلن السودان الحرب على إسرائيل. لكن في أوائل السبيعنات غيرت السودان تدريجيًا موقفها وأيدت اتفاقات كامب ديفيد. العلاقات بين السودان وإسرائيل تظل عدائية. إسرائيل تتهم السودان أنها بمثابة مورد للأسلحة الإيرانية إلى حماس في غزة. أعلن السودان أنه لن يطبع العلاقات مع إسرائيل ويتهم إسرائيل بشن غارات جوية على منشآت الذخيرة داخل السودان. العلاقات بين السودان وإسرائيل تتسم عموما بالعداء الشديد وتتسم بسنوات من العداء. لا توجد علاقات دبلوماسية رسمية بين البلدين. وبموجب القانون الإسرائيلي، السودان دولة عدو والحكومة الإسرائيلية تمنع مواطنيها من السفر إلى السودان وعدة دول أخرى في الشرق الأوسط بدون إذن خاص من الحكومة الإسرائيلية. السودان يعتبر إسرائيل عدوا أيضًا. ولكن في يناير 2016، طرح وزير الخارجية السوداني إبراهيم غندور تطبيع العلاقات مع إسرائيل شريطة أن ترفع حكومة الولايات المتحدة العقوبات الاقتصادية. رغم النفي الرسمي من الحكومة السودانية، يشتبه أن إسرائيل والسودان يحافظان على علاقات سرية سوية مع الدول السنية المعتدلة الأخرى بما أن السودان عضو في «التحالف السعودي» وكلا الدولتين تعارضان إيران بشدة.

### إيران
العلاقات بين السودان وإيران ودية منذ فترة طويلة بسبب معارضتهم لإسرائيل والتجارة والخدمات الدبلوماسية المكثفة موجودة بين البلدين. في يناير 2016، قطعت علاقات السودان مع إيران، واختار بدلا من ذلك أن يتحالف مع السعودية.